# Michael Kenyon

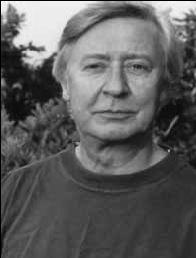
Michael Kenyon

Michael Kenyon (* 26. Juni 1931 in Huddersfield, Yorkshire; † 29. Mai 2005 in Southampton, New York) war ein britischer Krimiautor von mehr als 20 humorvollen Kriminalromanen, der später Bürger der Vereinigten Staaten wurde.
Besonders bekannt wurde er durch seine Bücherserien um Superintendent O’Malley und Inspector Henry Peckover. Gerade die Romane des letztgenannten Protagonisten waren besonders erfolgreich, Peckover nannte man auch den „Bard of the Yard“. Des Weiteren arbeitete Kenyon für Tageszeitungen und Magazine wie zum Beispiel The Washington Post, dem Gourmet Magazine und Los Angeles Times.

## Leben
Kenyon wurde in Huddersfield, Yorkshire, 1931 geboren. Seine schulische Ausbildung absolvierte er an der Quaker's Schools in Yorkshire und Berkshire. Seinen Militärdienst leistete er bei der Royal Air Force und studierte im Anschluss Geschichte am Wadham College der University of Oxford. Darüber hinaus verbrachte er ein Jahr an der Duke University, North Carolina, im Rahmen eines Austauschprogramms.
Nach seiner Rückkehr nach England, und einer Reihe nicht erfolgreicher Bewerbungen bei der British Broadcasting Corporation und annähernd 30 verschiedenen Tageszeitungen, gelang ihm schließlich die Anstellung als Reporter bei der Bristol Evening Post, wo er unter anderem als Cricket-Korrespondent für Gloucestershire arbeitete. Nach drei Jahren und einem kurzen Intermezzo für die News Chronicle, wechselte er schließlich zu The Guardian in Manchester.
Sein erster Roman, May You Die in Ireland, war sofort ein Erfolg. Zwar lobten Kritiker im Nachhinein den Einfall den „gothic hero“ in diesem Buch von einem 40-jährigen, kahlköpfigen und übergewichtigen Mathematikprofessor spielen zu lassen, der sich galanten und erotischen Phantasien hingibt, als angenehm realistisch. Als dieser jedoch ein Schloss in Irland erwirbt, handelt er auf einmal ungeschickt, vertraut jedem und wandelt allein der Gefahr entgegen.
Ursprünglich veröffentlichte er all seine Kriminalromane über The Crime Club, später durch Macmillan Publishers, und wurde schon bald ein etablierter und anerkannter Kriminalschriftsteller.
Nachdem er vorübergehend eine Stelle als Lektor an der University of Illinois bekommen hatte, kehrte er nur kurz nach England zurück, bevor er nach Southampton, New York, zog, wo er an der Englischen Fakultät des Southampton College unterrichtete. 1997 wurde er US-Staatsbürger.
Kenyon starb im Alter von 73 Jahren am 29. Mai 2005 an den Folgen eines Herzinfarkts, den er in seinem Heim erlitten hatte.

## Werk
Romane
- May You Die in Ireland (1965)
- The Whole Hog (1967)
- Out of Season (1968)
- Green Grass (1969)
- Mr. Big (1975)
- Brainbox and Bull (1976)
- The Rapist (1977)
- Deep Pocket (1978)
- The Molehill File (1978)
- A French Affair (1993)[4]

Superintendent O'Malley-Serie
- Hundred Thousand Welcomes (1970)
- Shooting of Dan McGrew (1972)
  - Wie Dan McGrew erschossen wurde. ISBN 3-442-25886-3.
- A Sorry State (1974)

Inspector Peckover-Serie
- Zigzag (1980)
- The Elgar Variation / The Enigma Variation (1981)[5]
- The Man at the Wheel (1982)
- A Free-Range Wife (1983)
- A Healthy Way to Die (1986)[6]
- Peckover Holds the Baby (1988)
- Kill the Butler! (1991)[7]
- Peckover Joins the Choir (1992)
- Peckover and the Bog Man (1994)